# Nouvelle Ville de Tizi Ouzou (La Tour)
La Nouvelle Ville ou La Tour (en arabe : المدينة الجديدة / البرج) est un grand quartier populaire de la commune de Tizi Ouzou situé à 900 m au sud de l'ancienne ville, au bord de la RN12 dans la wilaya de Tizi Ouzou, en Kabylie.